# Дибромид дикарбонилрутения
Дибромид дикарбонилрутения — неорганическое соединение, 
карбонильный комплекс рутения с формулой Ru(CO)2Br2,
светло-оранжевые кристаллы,
не растворяется в воде.

## Получение
- Разложение при нагревании бромида карбонилрутения:

{\displaystyle {\mathsf {2Ru(CO)Br\ {\xrightarrow {200^{o}C}}\ Ru(CO)_{2}Br_{2}+Ru}}}
- Действие монооксида углерода на бромид рутения(III):

{\displaystyle {\mathsf {2RuBr_{3}+4CO\ {\xrightarrow {280^{o}C}}\ 2Ru(CO)_{2}Br_{2}+Br_{2}}}}

## Физические свойства
Дибромид дикарбонилрутения образует светло-оранжевые кристаллы.
Не растворяется в воде.

## Химические свойства
- При реакции с азотной кислотой выделяет монооксид углерода и образует Ru(NO)Br2.